# NGC 1775
NGC 1775 ist die Bezeichnung eines offenen Sternhaufens im Sternbild Mensa. Das Objekt wurde am 12. November 1836 von John Herschel entdeckt.